# 直克乡
直克乡（藏語：འགྲིགས་），是中华人民共和国西藏自治区日喀则市岗巴县下辖的一个乡镇级行政单位。

## 行政区划
直克乡下辖以下地区：
索白村、乃村和杰仲村。